# Pteria longisquamosa
Pteria longisquamosa är en musselart som först beskrevs av Dunker 1852.  Pteria longisquamosa ingår i släktet Pteria och familjen Pteriidae. Inga underarter finns listade i Catalogue of Life.